# Геологія Пакистану
Геологічна будова Пакистану.
Країна охоплює північно-західну околицю Індійської (Індостанської) платформи та частину Середземноморського складчастого поясу.
До платформи належить східна низовинна частина країни (рівнина Інду), перекрита антропогеновими відкладами.
Породи осадового чохла — палеозой, мезозой і палеоген — розкриваються тільки у Соляному хребті.
До складчастого поясу належать гірські системи західної і північної частини країни — Іранське нагір'я, Гіндукуш, Гімалаї.
В зах. частині — Белуджистані, що являє частину Альпійської геосинклінальної області, виділяють декілька зон зі сходу на захід: міогеосиклінальна (карбонатні відклади крейди та палеогену), евгеосинклінальна (тріас — юрські вапняки та г.п. офіолітової серії крейди), зона палеоген-міоценового флішу та зона вулканітів і гранітоїдів крейди та палеогену.
Складчаста область півн. частини країни складена гнейсами, кристалічними сланцями і гранітами докембрію. Вздовж її півн.-зах. краю простягається зона флішоїдних та вулканогенних відкладів палеозою і мезозою з інтрузіями гранітів. Складчаста область обрамлена прогинами, виповненими неогеновими моласами.
Найважливіші родовища корисних копалин пов'язані з осадовими комплексами околиць платформи і складчастої області.